# تیتانیم تتراهیدرید
تیتانیم تتراهیدرید (به انگلیسی: Titanium tetrahydride) با فرمول شیمیایی TiH
۴ یک ترکیب شیمیایی است. که جرم مولی آن ۵۱٫۸۹۹ g/mol می‌باشد. 